# Santia bicornis
Santia bicornis is een pissebed uit de familie Santiidae. De wetenschappelijke naam van de soort is voor het eerst geldig gepubliceerd in 1971 door Cleret.